# Mercado a termo
O mercado a termo ou futuro é o mercado financeiro informal de balcão por meio do qual são celebrados contratos a termo. É usado principalmente para negociação em moedas estrangeiras, onde os contratos são usados para proteger contra o risco cambial. As commodities também são negociadas em mercados a termo. Os exemplos incluem produtos agrícolas, como arroz e futuros de energia, como petróleo e gás natural. As transações em um mercado a termo normalmente não são padronizadas e os contratos são personalizados de acordo com as necessidades das partes comerciais. Em contraste, os contratos a termo padronizados são chamados de contratos de futuros e negociados em uma bolsa de futuros.